# Корралітос (Каліфорнія)
Корралітос (англ. Corralitos) — переписна місцевість (CDP) в США, в окрузі Санта-Крус штату Каліфорнія. Населення — 2342 особи (2020).

## Географія
Корралітос розташований за координатами 36°59′2″ пн. ш. 121°47′22″ зх. д. / 36.98389° пн. ш. 121.78944° зх. д. (36.983984, -121.789529).  За даними Бюро перепису населення США в 2010 році переписна місцевість мала площу 23,31 км², з яких 23,28 км² — суходіл та 0,04 км² — водойми.

## Демографія
Згідно з переписом 2010 року, у переписній місцевості мешкало 2326 осіб у 829 домогосподарствах у складі 615 родин. Густота населення становила 100 осіб/км².  Було 888 помешкань (38/км²).
Расовий склад населення:
| - 85,1 % — білих - 2,1 % — азіатів - 0,7 % — чорних або афроамериканців - 0,5 % — корінних американців - 8,2 % — осіб інших рас |

До двох чи більше рас належало 3,4 %. Частка іспаномовних становила 22,9 % від усіх жителів.
За віковим діапазоном населення розподілялося таким чином: 21,7 % — особи молодші 18 років, 63,8 % — особи у віці 18—64 років, 14,5 % — особи у віці 65 років та старші. Медіана віку мешканця становила 45,1 року. На 100 осіб жіночої статі у переписній місцевості припадало 98,5 чоловіків;  на 100 жінок у віці від 18 років та старших — 98,3 чоловіків також старших 18 років.
Середній дохід на одне домашнє господарство  становив 112 435 доларів США (медіана — 83 750), а середній дохід на одну сім'ю — 118 596 доларів (медіана — 101 739). За межею бідності перебувало 2,9 % осіб, у тому числі 5,4 % дітей у віці до 18 років та 0,0 % осіб у віці 65 років та старших.
Цивільне працевлаштоване населення становило 1320 осіб. Основні галузі зайнятості: освіта, охорона здоров'я та соціальна допомога — 21,6 %, науковці, спеціалісти, менеджери — 17,7 %, сільське господарство, лісництво, риболовля — 13,3 %.